# Прудне (Гвардійський міський округ)
Прудне (рос. Прудное) — селище Гвардійського міського округу, Калінінградської області Росії. Входить до складу Зоринського сільського поселення.
Населення —  54 особи (2015 рік). 

## Населення
| 2002 | 2010 |
| ---- | ---- |
| 65   | ↘54  |